# Michael Lerner
Michael Charles Lerner (Nova Iorque, 22 de junho de 1941 – 8 de abril de 2023) foi um ator americano, conhecido por ter sido indicado para o Óscar de Melhor Ator Coadjuvante por seu papel em Barton Fink: Delírios de Hollywood (1991).

## Vida e carreira
Lerner nasceu no Brooklyn em Nova Iorque, descendente de romenos e judeus, filho de Blanche e George Lerner, um pescador e negociante de antiguidades. Ele foi criado nos bairros Bensonhurst e Red Hook. Seu irmão, Ken Lerner, também é ator.
Depois de se formar no Brooklyn College e na London Academy of Music and Dramatic Art (LAMDA), Lerner começou sua carreira na década de 1960 no American Conservatory Theater de San Francisco, na Califórnia. Na idade de 24 ele apareceu como "Hieronymous, o Avarento", em uma produção de rádio KPFA de Michel de Ghelderode, Red Magic.
Durante os anos setenta, Lerner começou a fazer várias aparições em programas de televisão, como A Família Sol-Lá-Si-Dó, The Odd Couple e M*A*S*H. Ele também apareceu em três episódios de Arquivo Confidencial. Em 1974, ele apareceu no filme para tv The Missiles of October interpretando Pierre Salinger.
Em 1970 Lerner fez sua estréia no cinema em Alex in Wonderland. Ele, então, passou a aparecer em papéis secundários em vários filmes de Hollywood, como The Candidate, Cinco dias de conspiração e o remake de 1981 O Destino Bate à sua Porta. Em 1991, após co-estrelar em Os Donos da Noite, Lerner interpretou o produtor de cinema Jack Lipnick em Barton Fink: Delírios de Hollywood, pelo qual recebeu uma nomeação ao Óscar como Melhor Ator Coadjuvante.
Projetos posteriores de Lerner incluir a comédia natalina Um Duende em Nova York e Poster Boy, bem como aparecendo em programas de televisão, como Lei & Ordem: Unidade de Vítimas Especiais e Entourage: Fama e Amizade.
Em 2002, ele apareceu na produção londrina Up for Grabs com Madonna. Michael também apareceu na Radio Four, em 2008, como membro do elenco da série de David Quantick Radio Four One. Ele também retratou o senador Brickman no filme da Marvel Comics e Twentieth Century Fox, X-Men: Dias de Um Futuro Esquecido.
Em 2013, Lerner apareceu na quarta temporada de Glee como Sidney Greene, um investidor no revival do musical da Broadway Funny Girl. Seu personagem é um dos juízes, observando a personagem Rachel Berry na audição para o papel principal. Ele reprisou seu papel como Sidney na 5.ª temporada em vários episódios da série.
Lerner morreu em 8 de abril de 2023, aos 81 anos.

## Filmografia

### Filmes
| Ano  | Titulo                                         | Título no Brasil                                | Papel                | Formato                      |
| ---- | ---------------------------------------------- | ----------------------------------------------- | -------------------- | ---------------------------- |
| 1970 | Alex in Wonderland                             | Um Doido Genial                                 | Leo                  | Longa-metragem               |
| 1972 | The Candidate                                  | O Candidato                                     | Corliss              | Longa-metragem               |
| 1974 | Newman's Law                                   |                                                 | Frank Acker          | Longa-metragem               |
| 1974 | The Missiles of October                        |                                                 | Pierre Salinger      | Longa-metragem               |
| 1975 | Sarah T. – Portrait of a Teenage Alcoholic     |                                                 | Dr. Marvin Kittredge | Longa-metragem               |
| 1976 | Dark Victory                                   | Vitória Amarga                                  | Manny                | Longa-metragem               |
| 1976 | St. Ives                                       | Cinco dias de conspiração                       | Myron Green          | Longa-metragem               |
| 1977 | The Other Side of Midnight                     | O Outro Lado da Meia-Noite                      | Barbet               | Longa-metragem               |
| 1978 | Ruby and Oswald                                |                                                 | Jack Ruby            | Longa-metragem               |
| 1979 | Goldengirl                                     |                                                 | Sternberg            | Longa-metragem               |
| 1980 | The Baltimore Bullet                           |                                                 | Paulie               | Longa-metragem               |
| 1980 | Coast to Coast                                 | A Grande Corrida                                | Dr. Frederick Froll  | Longa-metragem               |
| 1980 | Borderline                                     | A Fronteira                                     | Henry Lydell         | Longa-metragem               |
| 1981 | The Postman Always Rings Twice                 | O Destino Bate à sua Porta                      | Mr. Katz             | Longa-metragem               |
| 1981 | Threshold                                      |                                                 | Henry de Vici        | Longa-metragem               |
| 1982 | National Lampoon's Class Reunion               |                                                 | Dr. Robert Young     | Longa-metragem               |
| 1983 | Strange Invaders                               |                                                 | Willie Collings      | Longa-metragem (TV)          |
| 1983 | Rita Hayworth: The Love Goddess                | A História de Rita                              | Henry Cohn           | Longa-metragem               |
| 1984 | Movers & Shakers                               | Promessa é dívida                               | Arnie                | Longa-metragem               |
| 1987 | Anguish                                        | Os Olhos da Cidade são Meus                     | John Pressman        | Longa-metragem               |
| 1987 | Hands of a Stranger                            |                                                 | Capt. Cirrillo       | Longa-metragem               |
| 1987 | The King of Love                               |                                                 | Nat Goldberg         | Curta-metragem               |
| 1988 | Vibes                                          |                                                 | Burt Wilder          | Longa-metragem               |
| 1988 | Eight Men Out                                  | Fora da Jogada                                  | Arnold Rothstein     | Longa-metragem               |
| 1989 | Harlem Nights                                  | Os Donos da Noite                               | Bugsy Calhoune       | Longa-metragem               |
| 1990 | Maniac Cop 2                                   | Maniac Cop 2 - O Vingador                       | Edward Doyle         | Longa-metragem               |
| 1991 | Barton Fink                                    | Barton Fink: Delírios de Hollywood              | Jack Lipnick         | Longa-metragem               |
| 1991 | Omen IV: The Awakening                         | A Profecia IV: O Despertar                      | Earl Knight          | Longa-metragem               |
| 1992 | Newsies                                        | Extra! Extra!                                   | Weasel               | Longa-metragem               |
| 1992 | The Comrades of Summer                         |                                                 | George               | Longa-metragem               |
| 1993 | Amos & Andrew                                  | Não Chame a Polícia                             | Phil Gillman         | Longa-metragem               |
| 1994 | Blank Check                                    | Cheque em Branco                                | Biderman             | Longa-metragem               |
| 1994 | Radioland Murders                              |                                                 | Lieutenant Cross     | Longa-metragem               |
| 1994 | The Road to Wellville                          |                                                 | Goodloe Bender       | Longa-metragem               |
| 1995 | No Way Back                                    |                                                 | Frank Serlano        | Longa-metragem               |
| 1995 | A Pyromaniac's Love Story                      |                                                 | Perry                | Longa-metragem               |
| 1997 | For Richer or Poorer                           |                                                 | Phillip Kleinman     | Curta-metragem               |
| 1998 | Godzilla                                       | Godzilla                                        | Mayor Ebert          | Longa-metragem               |
| 1998 | Safe Men                                       |                                                 | Big Fat Bernie Gayle | Longa-metragem               |
| 1998 | Celebrity                                      | Celebridades                                    | Dr. Lupus            | Longa-metragem               |
| 1998 | Tale of the Mummy                              |                                                 | Professor Marcus     | Longa-metragem               |
| 1999 | The Mod Squad                                  |                                                 | Howard               | Longa-metragem               |
| 1999 | My Favorite Martian                            | Meu Marciano Favorito                           | Mr. Channing         | Longa-metragem               |
| 2000 | Murder at the Cannes Film Festival             |                                                 | Morrie Borelli       | Longa-metragem (TV)          |
| 2001 | Mockingbird Don't Sing                         |                                                 | Dr. Stan York        | Longa-metragem               |
| 2002 | 101 Dalmatians II: Patch's London Adventure    | 101 Dálmatas 2 - A Aventura de Patch em Londres | Producer             | Longa-metragem (dublador)    |
| 2003 | Elf                                            | Um Duende em Nova York                          | Fulton               | Longa-metragem               |
| 2004 | The Calcium Kid                                | Menino Cálcio - Um lutador duro na queda        | Artie Cohen          | Longa-metragem               |
| 2004 | Poster Boy                                     |                                                 | Jack Kray            | Longa-metragem               |
| 2005 | When Do We Eat?                                |                                                 | Ira Stuckman         | Longa-metragem               |
| 2005 | Love and Other Disasters                       |                                                 | Morty                | Longa-metragem               |
| 2006 | The Last Time                                  |                                                 | Leguzza              | Longa-metragem               |
| 2007 | A Dennis the Menace Christmas                  | O Natal do Pimentinha                           | Mr. Souse            | Longa-metragem               |
| 2008 | Yonkers Joe                                    |                                                 | Stanley              | Longa-metragem               |
| 2009 | A Serious Man                                  | Um Homem Sério                                  | Harkin Langham       | Longa-metragem               |
| 2009 | Life During Wartime                            |                                                 | Harvey Wiener        | Longa-metragem               |
| 2011 | Atlas Shrugged: Part I                         | A Revolta de Atlas, Parte 1                     | Wesley Mouch         | Longa-metragem               |
| 2012 | Mirror Mirror                                  | Espelho, Espelho Meu                            | Baron                | Longa-metragem               |
| 2014 | X-Men: Days of Future Past                     | X-Men: Dias de Um Futuro Esquecido              | Senator Brickman     | Longa-metragem               |
| 2015 | Ashby                                          |                                                 | Entwhistle           | Longa-metragem (em produção) |
| 2019 | Frankenstein's Monster's Monster, Frankenstein |                                                 | Bobby Fox            | Longa-metragem               |

### Séries
| Ano       | Título            | Título no Brasil          | Papel                    | Notas        |
| --------- | ----------------- | ------------------------- | ------------------------ | ------------ |
| 1974      | M*A*S*H           |                           | Captain Bernie Futterman | 1 episódio   |
| 1983      | Hill Street Blues | Chumbo Grosso             | Rollie Simone            | 4 episódios  |
| 1993      | S5 - Ep5          | Contos da Cripta          | Mr. Byrd                 | 93 Episódios |
| 1995      | Courthouse        |                           | Judge Myron Winkleman    | 11 episódios |
| 2008      | Entourage         | Entourage: Fama e Amizade | Guest Star               | 1 episódio   |
| 2013–2014 | Glee              | Glee                      | Sidney Greene            | 5 episódios  |